# Absintmonnik
De absintmonnik (Cucullia absinthii) is een nachtvlinder uit de familie van de uilen (Noctuidae).

## Beschrijving
De voorvleugellengte bedraagt tussen de 16 en 19 millimeter. De grondkleur van de voorvleugels is grijs of grijsbruin, de tekening bestaat uit donkere banden. In de ringvlek en niervlek bevinden zich dubbele zwarte vlekken.

## Waardplanten
De absintmonnik gebruikt bijvoet en ook absintalsem als waardplanten. De rups is te vinden van juli tot in september. De soort overwintert als pop.

## Voorkomen
De soort komt verspreid over Europa, Klein-Azië, Iran en Centraal-Azië voor.

### In Nederland en België
De absintmonnik is in Nederland en België een zeldzame soort. In Nederland komt hij voor in de zuidelijke helft van het land. De vlinder kent één generatie die vliegt van halverwege juni tot in augustus.

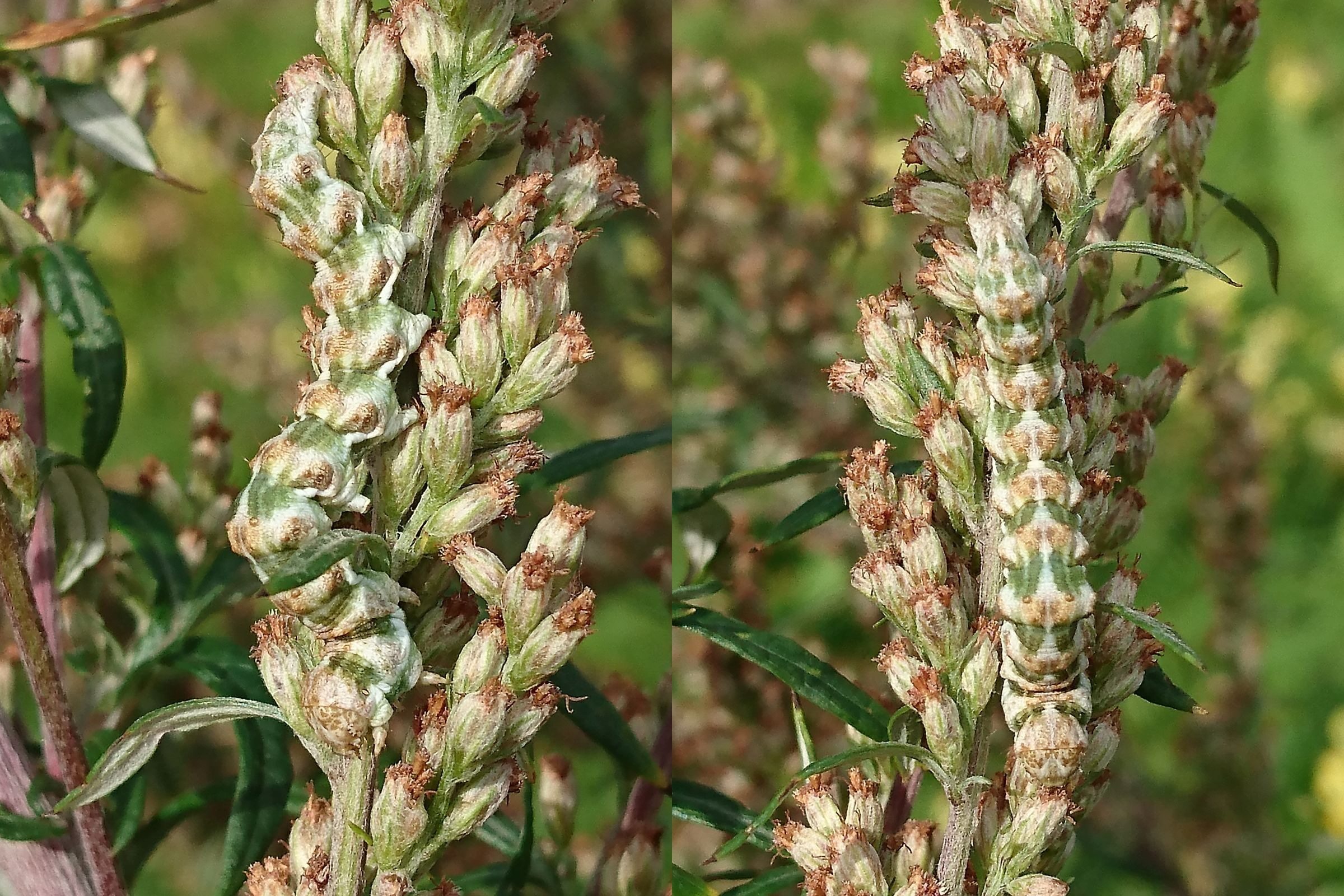
Rups
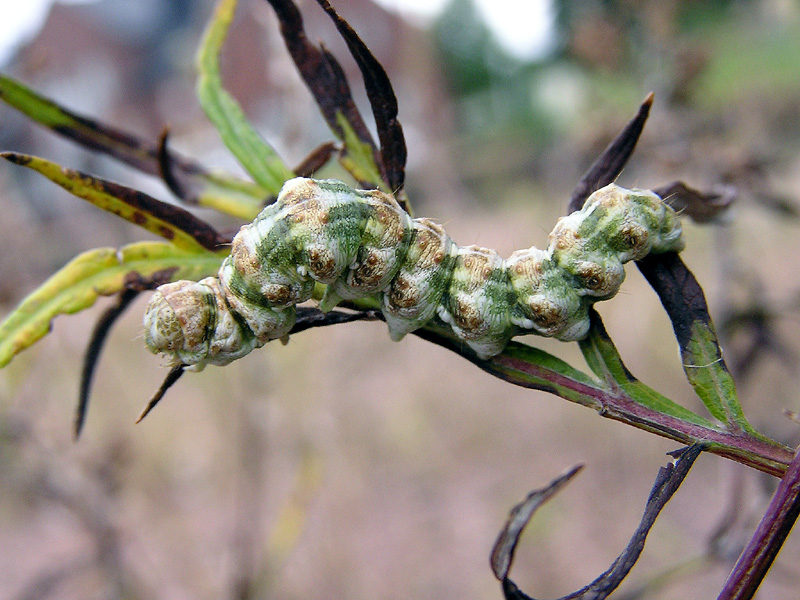
Rups